# 萨卢达 (南卡罗来纳州)
萨卢达（英文：Saluda），是美国南卡罗来纳州下属的一座城市。城市类型是“Town”。其面积大约为1.93平方英里（4.99平方公里）。根据2010年美国人口普查，该市有人口3,565人，人口密度约为每平方 英里1,849.07人（约合每平方公里713.95人）。